# Cantón de Quingey
El cantón de Quingey era una división administrativa francesa, que estaba situada en el departamento de Doubs y la región de Franco Condado.

## Composición
El cantón estaba formado por treinta y cinco comunas:
- Arc-et-Senans
- Bartherans
- Brères
- Buffard
- By
- Cademène
- Cessey
- Charnay
- Châtillon-sur-Lison
- Chay
- Chenecey-Buillon
- Chouzelot
- Courcelles
- Cussey-sur-Lison
- Échay
- Épeugney
- Fourg
- Goux-sous-Landet
- Lavans-Quingey
- Liesle
- Lombard
- Mesmay
- Montfort
- Montrond-le-Château
- Myon
- Palantine
- Paroy
- Pessans
- Pointvillers
- Quingey
- Rennes-sur-Loue
- Ronchaux
- Rouhe
- Rurey
- Samson

## Supresión del cantón de Quingey
En aplicación del Decreto nº 2014-240 de 25 de febrero de 2014, el cantón de Quingey fue suprimido el 22 de marzo de 2015 y sus 35 comunas pasaron a formar parte; treinta y cuatro del nuevo cantón de Saint-Vit y una del nuevo cantón de Ornans.